# الدوري الإسرائيلي الممتاز لكرة السلة
الدوري الإسرائيلي الممتاز لكرة السلة هو أعلى دوري في رياضة كرة السلة في إسرائيل تأسس الدوري في 1954.